# Municipi Regional de Peel
El Municipi Regional de Peel (també conegut com a Regió de Peel) és un municipi regional al sud de la província de Ontario, Canadà. Es compon de tres municipis a l'oest i al nord-oest de Toronto: les ciutats de Brampton i Mississauga, i la ciutat de Caledon. Tota la regió és part de l'àrea metropolitana de Toronto i l'anell interior del Golden Horseshoe. La seu regional és a Brampton. Amb una població d'1.296.814 (cens de 2011), la Regió de Peel és el segon municipi més gran d'Ontario després de Toronto. A causa de la immigració i la seva infraestructura de transport (amb set sèries de 400 carreteres que serveixen a la regió, i el Toronto Pearson International Airport situats completament dins dels seus límits), la Regió de Peel és una àrea de ràpid creixement amb una població jove i un perfil cada vegada major.